# HJD
HJD – Słoneczny Dzień Juliański (Heliocentric Julian Day) – jednostka czasu używana w astronomii. Układ odniesienia przeniesiony z Ziemi na Słońce. Pozwala na uniknięcie błędów związanych z postępowym ruchem Ziemi, a co za tymi idzie, ze zmianami położenia układu odniesienia. Podczas obserwacji astronomicznych, do momentu pomiaru wykonanego w dniach juliańskich (JD) należy dodać odpowiednią poprawkę heliocentryczną. Poprawka ta jest uzależniona od daty obserwacji i współrzędnych obserwowanego obiektu.
{\displaystyle \mathrm {HJD} =\mathrm {JD} +h,}
{\displaystyle h=-K\cdot R\cdot \left[\cos \vartheta \cdot \cos \alpha \cdot \cos \delta +\sin \vartheta \cdot (\sin \epsilon \cdot \sin \delta +\cos \epsilon \cdot \cos \delta \cdot \sin \alpha )\right],}
gdzie:
{\displaystyle h} – poprawka heliocentryczna,
{\displaystyle K} – czas, w jakim światło przebywa drogę 1 AU ({\displaystyle K} = 0,005776 [d]),
{\displaystyle R} – aktualna odległość Ziemia-Słońce wyrażona w jednostkach astronomicznych,
{\displaystyle \vartheta } – długość ekliptyczna Słońca,
{\displaystyle \epsilon } – nachylenie osi obrotu Ziemi do ekliptyki (23°26′21,448″ dla J2000),
{\displaystyle \alpha ,\ \delta } – rektascensja, deklinacja.